# 井口虹姫
井口 虹姫（いのくち ここ、2007年5月31日 - ）は、日本のファッションモデル。東京都出身。エイベックス・マネジメント所属。

## 略歴
エイベックスが主催する中学生までを対象とするエンタメコンテスト「キラチャレ2018」に参加し、ニコ☆プチ賞、ダンスチャンネル賞を同時受賞。
2019年2月22日、小学校5年生時に、美月と共に「キラチャレ」枠で『ニコ☆プチ』（新潮社）同年4月号より同誌専属モデルとしてデビューを果たす。
2019年8月22日、小学校6年生時に、『ニコ☆プチ』（新潮社）同年10月号で中山あやかと共に初表紙を飾る。
公式ユーチューブチャンネル『ニコ☆プチTV』で2020年8月より配信されたドラマ「カバーガール」に出演。
HIPHOPなどのダンスを得意とし、「プチ☆コレ2019」のランウェイでダンスを披露する。『モっと！ニコ☆プチTV』シーズン2では、井口が振り付けをし、井口、中山あやか、犬飼恋彩の3名で踊るニコプチダンスが放送され、視聴者へSNSへのダンス投稿が呼びかけられた。
セガトイズとサンリオが共同で5匹の猫のバーチャルダンスボーカルユニット「Beatcats」を開発し、井口は、現実感あるターゲット層の女子としてMVに登場。

## 人物
- 小学校6年生当時、初めて全プチモ集合の合宿が行われ[15]、セルフヘアメイクの研修などに取り組んだ[16]。
- 隔月刊の『ニコ☆プチ』は、その発行の合間にフリーペーパー『ニコ☆プチPlus』を配布をすることになり、vol.1の表紙メンバーを務めた[17]。
- 『ニコ☆プチ』の企画で、新潮文庫の推薦をすることになり、アンソロジー『この部屋で君と』と当時未読であった『ドリトル先生航海記』を挙げた[18]。
- 好きな菓子は、ブルボンのプチチョコラングドシャである[1]。

## 出演

### ネット番組
- ㋲っと！ニコ☆プチTV シーズン2（2019年12月21日 - 2020年8月7日 、TSUTAYA TV）[19][20][11]

### MV
- Beatcats 「'Beatcats' Official MV」（2020年）[21][22][23]

### 広告
- ABCマート ファッション情報メディア「DOOR」 ヌオーヴォ・ガール ブーツ（2019年）[3]

## 書籍

### 雑誌
- ニコ☆プチ（2019年4月号 - 、新潮社） - 専属モデル[5]